# إليزابيتا فيسكونتي
إليزابيتا فيسكونتي (الألمانية:Elisabetta Visconti؛ الإيطالية:Elisabetta Visconti؛ نقحرة العربية:إليصابات فيسكونتي؛ 1374- 2 فبراير 1432)؛ كانت دوقة بافاريا-ميونخ القرينة، هي ابنة بيرنابو فيسكونتي لورد ميلانو وبياتريس ريجينا ديلا سكالا.

## الزواج والذرية
في عام 1378 أصبحت إليزابيتا مخطوبة لابن عمه آزوني ابن جان غالياتسو فيسكونتي وزوجته الأولى إيزابيلا من فالوا انتهت الخطوبة مع وفاته المبكرة في عام 1381، وفي عام 1380 تزوجت شقيقتها الكبرى كاترينا من والده جان غالياتسو.
وأخيراً أصبحت إليزابيتا الزوجة إرنست من بافاريا-ميونخ في 24 فبراير 1395، بحيث اعتبرت الزيجة الرابعة والأخيرة بين العائلتين، تزوجوا شقيقتها وشقيقها الكبار تاديا وماركو لورد بارما من عمه ستيفان الثالث المتأنق وابنة عمه إليزابيث وذلك في عام 1367، وفي 1381 تزوجت شقيقتها مادالينا من عمه الآخر فريدرخ الحكيم بحيث اعتبرت زوجة الثانية، تزوجت في مدينة بفافنهوفن آن در إلم، بعد الزفاف كان الزوجان قادرين على البقاء في ميونيخ لمدة عام ونصف فقط بسبب الاضطرابات المسلحة بين زوجها وشقيقه ستيفان الثالث وأقاموا في فولفراتسهاوزن من 24 ديسمبر 1397 إلى يونيو 1403، شاركت إليزابيتا في أعمال البناء للعديد من الأماكن التي كانت تحت سيطرتها، وقامت بتجديد القلعة القديمة في أودلتسهاوزن بحيث فضلت قضاء السنوات الأخيرة من حياتها هُناك.
قُبيل وفاتها في 1432 تزوج ابنها ألبرشت الثالث سرًا من الخادمة أغنيس بيرناور، لاحقاً تم اتهامها بالشعوذة وأصدر إرنست أوامر بقتلها بحيث ألقيت في نهر الدانوب وتوفيت غارقة فيه، وانتهت المشاجرة مع ابنه أخيرًا بمصالحة وزواجه من النبيلة آنا من براونشفايغ-غروبنهاوزن، على آية حال توفيت إليزبيتا في 2 فبراير 1432 على الأرجح في أودلتسهاوزن أو ميونيخ، ودفنت في سرداب في كاتدرائية السيدة العذراء.

### الذرية
أنجبت إليزابيتا أربعة أبناء لإرنست:-
1. ألبرشت الثالث دوق بافاريا-ميونخ (23 مارس 1401– 29 فبراير 1460).
2. بياتريكس (ح. 1403–12 مارس 1447)؛ تزوجت من هيرمان الثالث كونت تسليه ثم من يوهان كونت بالاتينات-نيوبورغ، ليس لديها ذرية.
3. إليزابيث (ح. 1406–5 مارس 1468)؛ تزوجت من أدولف دوق يوليش-بيرغ ثم من هيسو كونت لينينغن.
4. أمالي (1408–1432)؛ راهبة.